# 新梅多斯 (愛達荷州)
新梅多斯（英語：New Meadows）是一個位於美國愛達荷州亞當斯縣的城市。

## 地理
新梅多斯的座標為44°58′13″N 116°17′07″W / 44.97028°N 116.28528°W，而該地的平均海拔高度為1179米（即3868英尺）。

## 人口
根據2010年美國人口普查的數據，新梅多斯的面積為1.35平方千米，當中陸地面積為1.33平方千米，而水域面積為0.02平方千米。當地共有人口496人，而人口密度為每平方千米367.41人。